# Hardinsburg (Kentucky)
Hardinsburg è un comune degli Stati Uniti d'America, situato nello Stato del Kentucky, nella Contea di Breckinridge, della quale è il capoluogo.